# Gewog di Gongdue
Il gewog di Gongdue è uno dei diciassette raggruppamenti di villaggi del distretto di Mongar, nella regione Orientale, in Bhutan.